# Milkó Vilmos
Milkó Vilmos (Óbecse, 1878. április 6. – Budapest, 1956. október 5.) magyar sebész, egyetemi tanár, az orvostudományok kandidátusa (1952). 

## Élete
Apja, Milkó Ignác (1841–1916) óbecsei járási orvos, Bács-Bodrog vármegye tiszteletbeli főorvosa, anyja Robicsek Mária (1854–1942) volt. Középiskolai tanulmányait a Szabadkai Főgimnáziumban (1887–1890), majd Müller Vilmos osztálytársaként a Kegyes-tanítórendiek vezetése alatt álló Szegedi Városi Főgimnáziumban végezte (1890–1895). Orvosi tanulmányait a Budapesti Tudományegyetemen és rövid ideig Bécsben végezte. Az orvosi karon végzett tanulmányaival egyidejűleg a Zeneakadémián is tanult, ahol Thomán István növendéke volt. 1900-ban szerzett orvosdoktori oklevelet. 1901-ben Pertik Ottó kórbonctani intézetében működött, és Dollinger Gyula sebészeti klinikáján. 1903-tól a Szent Rókus Kórház I. sebészeti osztályán Navratil Imre és Herczel Manó mellett dolgozott. 1909-ben a budapesti Liget Szanatórium sebész-főorvosa lett. Az Országos Munkásbiztosító Pénztár sebész szakértője volt. Az első világháború alatt részben a harctéren, részben hadikórházakban teljesített orvosi szolgálatot. 1920-tól 1928-ig a Németvölgyi úti Állami Tüdőbeteggyógyintézet és Rokkant Kórház, 1929-től a Madarász utcai gyermekkórház, 1933-tól 1943-ig a Bajcsy-Zsilinszky Kórház sebész-főorvosa volt. 1928-tól az Országos Társadalombiztosító Intézet (OTI), majd a Szakszervezetek Társadalombiztosítási Központja (SZTK) balesetkártalanítási szaktanácsának sebész szakértőjeként, 1952-től haláláig a Fővárosi Tanács Munkaképességcsökkenést Véleményező Bizottságának tagjaként működött. 1928-tól 1944-ig az Orvosi Hetilap társszerkesztőjeként a lap gyakorlati mellékletét szerkesztette. Az Országos Közegészségügyi Tanács rendes tagja, a Közkórházi Orvostársulat tiszteleti tagja volt, 1925-től egyetemi magántanár, 1936-ban egyetemi címzetes rendkívüli tanár. Az Orvosegészségügyi Szakszervezet Sebész Szakcsoportjának 1949–1950-ben és 1952–1954-ben elnöke, végül díszelnöke volt. A Magyar Sebészet című folyóiratnak 1955-től haláláig a főszerkesztője. Számos közleménye az általános és hadi-sebészet, valamint a gyermeksebészet kérdéseivel foglalkozott. A baleseti kártalanítás szakértője volt. 1922-ben többekkel együtt megalapította a Budapesti Orvosok Kamarazene Egyesületét, amelynek aktív tagja és egy időben az elnöke is volt. 
Felesége Penckert Dóra Klára volt.

## Főbb művei
- A subkután bélsérülésekről (1908)
- A penetráló hassérülések diagnostikája  (1924)
- A végtagcsontok háborús törései (1924)
- Kísérleti és szövettani adatok a sympatektomia kérdéséhez (1924)
- A konstitució jelentősége a sebészetben (1926)